# Gerard McCarthy
Pour les articles homonymes, voir McCarthy.
Gerard McCarthy, né le 31 mars 1981, est un acteur nord-irlandais né à Belfast en Irlande du Nord.

## Carrière
Gerard McCarthy a reçu la bourse Sir Kenneth Branagh's Renaissance pour étudier au Laine Theatre Arts (en), dont il est sorti diplômé en 2002.

## Filmographie[1]

### Films
| Année | Titre                      | Rôle             | Notes |
| ----- | -------------------------- | ---------------- | ----- |
| 2009  | Belonging to Laura         | Rory Thompson    |       |
| 2014  | A Nightingale Falling (en) | Captain Shearing |       |

### Television
| Année       | Titre                        | Rôle          | Notes        |
| ----------- | ---------------------------- | ------------- | ------------ |
| 2006-2010   | Hollyoaks                    | Kris Fisher   | 325 épisodes |
| 2008        | Hollyoaks: Later             | Kris Fisher   | 5 épisodes   |
| 2012        | Titanic : De sang et d'acier | Ashley Stokes | 9 épisodes   |
| 2013        | Vikings                      | Bronsted      | 1 épisode    |
| 2013 - 2016 | The Fall                     | Kevin McSwain | 7 épisodes   |
| 2014        | Puppy Love                   | Damon Peachey | 1 épisode    |

## Prix et récompenses
- 2010 : FATE Awards - Meilleure personnalité médiatique (gagnant)
- 2007 : Irish Entertainment Awards - Meilleur acteur (gagnant)
- 2007 : British Soap Awards - Meilleur nouveau venu (nommé)
- 2007 : Inside Soap Awards - Meilleur nouveau venu (nommé)